# Santa Cruz Muluá
Santa Cruz Muluá – miejscowość na południowym zachodzie Gwatemali, w departamencie Retalhuleu. Według danych szacunkowych z 2002 roku liczba mieszkańców wynosiła 3307 osób. 
Santa Cruz Muluá leży w odległości około 10 km na północny wschód od stolicy departamentu, miasta Retalhuleu. Santa Cruz Muluá leży na wysokości 397 m n.p.m., u podnóża gór Sierra Madre de Chiapas. Nazwa pochodzi od majańskiego słowa Mulaja, oznaczającego „ziemia pomiędzy rzekami”, gdyż teren ten leży pomiędzy rzekami Samalá i Muluá.

## Gmina Santa Cruz Muluá
Miejscowość jest siedzibą władz gminy o tej samej nazwie, która jest jedną z dziewięciu gmin w departamencie. W 2012 roku gmina liczyła 13 232 mieszkańców.
Gmina jak na warunki Gwatemali jest średniej wielkości, a jej powierzchnia obejmuje 128 km². Mieszkańcy gminy utrzymują się głównie z uprawy roli, hodowli zwierząt, uprawy grzybów i drobnego przemysłu. 
Klimat gminy jest równikowy, według klasyfikacji Wladimira Köppena, należy do klimatów tropikalnych monsunowych (Am), z wyraźną porą deszczową występującą od maja do października.